# Cetopsorhamdia
Cetopsorhamdia es un género de peces de la familia Heptapteridae en el orden de los Siluriformes.

## Especies
Las especies de este género son:
- Cetopsorhamdia boquillae C. H. Eigenmann, 1922
- Cetopsorhamdia filamentosa Fowler, 1945
- Cetopsorhamdia iheringi Schubart & A. L. Gomes, 1959
- Cetopsorhamdia insidiosa (Steindachner, 1915)
- Cetopsorhamdia molinae Miles, 1943
- Cetopsorhamdia nasus C. H. Eigenmann & Fisher, 1916
- Cetopsorhamdia orinoco L. P. Schultz, 1944
- Cetopsorhamdia phantasia D. J. Stewart, 1985
- Cetopsorhamdia picklei L. P. Schultz, 1944